# Jindřich IV. Parléř
Jindřich IV. Parléř chybně uváděn také jako Jindřich Parléř mladší, (Henricus Parlerius), syn Johanna z Gmündu, synovec Petra Parléře a vnuk Heinricha z Gmündu (Jindřich Parléř starší) byl kameník, sochař a stavitel. Správně by měl být uváděn jako Jindřich z Gmündu, neboť parléř (= polír, vedoucí stavitel - parléř magistra operis) v tomto případě bylo označením jeho funkce ve svatovítské huti do roku 1378. Později byl parléřem Jošta Lucemburského.

## Život
Jindřich IV. Parléř byl jako člen pražské parléřovské stavební huti zapsán v účetní knize dne 3. dubna 1373. Jeho datum narození a úmrtí nejsou známy. Jeho manželkou byla Drutgina, sestra kameníka a sochaře Michaela ml. z Kolína ("Colnera"), zmiňovaná r. 1387. Na Moravě pracoval jako markraběcí stavitel v období 1381–1387 ve službách markraběte Jošta a dostával týdenní plat půl hřivny grošů. Jeho dům v Brně stál u brány augustiniánského kláštera sv. Tomáše. Další záznam ho uvádí jako jednoho z architektů a sochařů katedrály v Ulmu (po Jindřichu Parléřovi starším z Ulmu a jeho synu Michaelu Parléřovi) před rokem 1391.

## Dílo
V Praze je Jindřich Parléř autorem náhrobku knížete Spytihněva II., Břetislava I. a některých byst v triforiu katedrály sv. Víta, např. Václava z Radče a Alžběty Pomořanské. Jeho nejvýznamnějším dílem v katedrále je polychromovaná socha svatého Václava s kopím a štítem (1373) ve svatováclavské kapli. Jde o vůbec první samostatně stojící sochu tohoto světce, která zároveň představuje formální předstupeň k pozdějším madonám krásného slohu . Jaromír Homolka uvádí, že Jindřichův sv. Václav představuje sblížení plastiky s novým pojetím knižních iluminací.
V brněnském kostele sv. Tomáše je Jindřichu Parléřovi připisováno tamější opukové sousoší horizontální Piety. Tento typ se pak rozšířil po široké oblasti v Porýní, okolí Baltu a zasáhl až do střední Itálie. Oproti klasickým parléřovským pietám, Jindřichova stylizace postavy Krista v některých rysech předjímá podobná sousoší krásného slohu.. Piety stejného typu se nacházejí v dominikánském kostele v Landshutu, kostele sv. Barbory ve Wroclawi (dnes zničená), Lutíně, Klosterneuburgu a Cipíně.
Arcidiecézní muzeum Olomouc uvádí, že Jindřich Parléř by mohl být autorem jedné z nejkrásnějších madon krásného slohu - Šternberské madony, která pochází z 90. let 14. století. Na zádech sochy je rytá signatura čtená jako „Hen(us)“ nebo „Hen(ricus)“, která vede k úvahám o jejím tvůrci, kterým snad mohl být Jindřich Parléř nebo jeho syn Jan.
Z doby kolem roku 1390 pochází také gotická konzola s rostlinným motivem a poprsím mladé ženy v Museum Schnütgen, původně z chrámu v Kolíně nad Rýnem navrženého Petrem Parléřem, která má značku rodiny Parléřů, ale neexistují doklady, které by určily konkrétního sochaře.

### Díla připisovaná Jindřichu IV. Parléřovi
- Svatý Václav (1373), Kaple svatého Václava v katedrále svatého Víta
- Tumba Břetislava I., Spytihněva II., Katedrála svatého Víta, Václava a Vojtěcha
- Bysta Elišky Pomořanské a Václava IV., Katedrála svatého Víta, Václava a Vojtěcha
- sochařská výzdoba archivolt portálu sv. Petra (Sv. Barbora, 1380), katedrála v Kolíně nad Rýnem
- nedochovaný prototyp Madony krásného slohu (1381-1387), z níž je odvozena skupina kolem Toruňské madony, např. Šternberská madona nebo Madona v Ptuji
- Pieta v kostele sv. Tomáše v Brně[14]

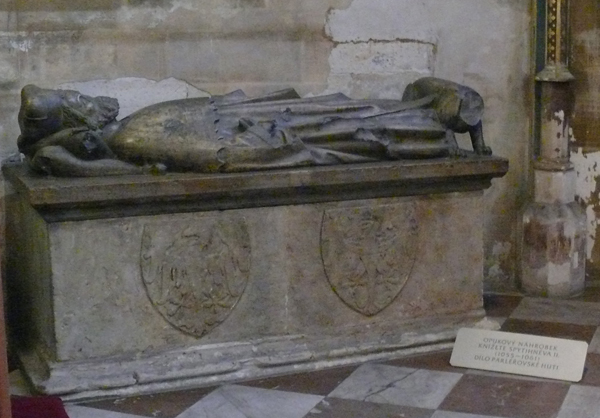
Náhrobek Spytihěva II. v Praze
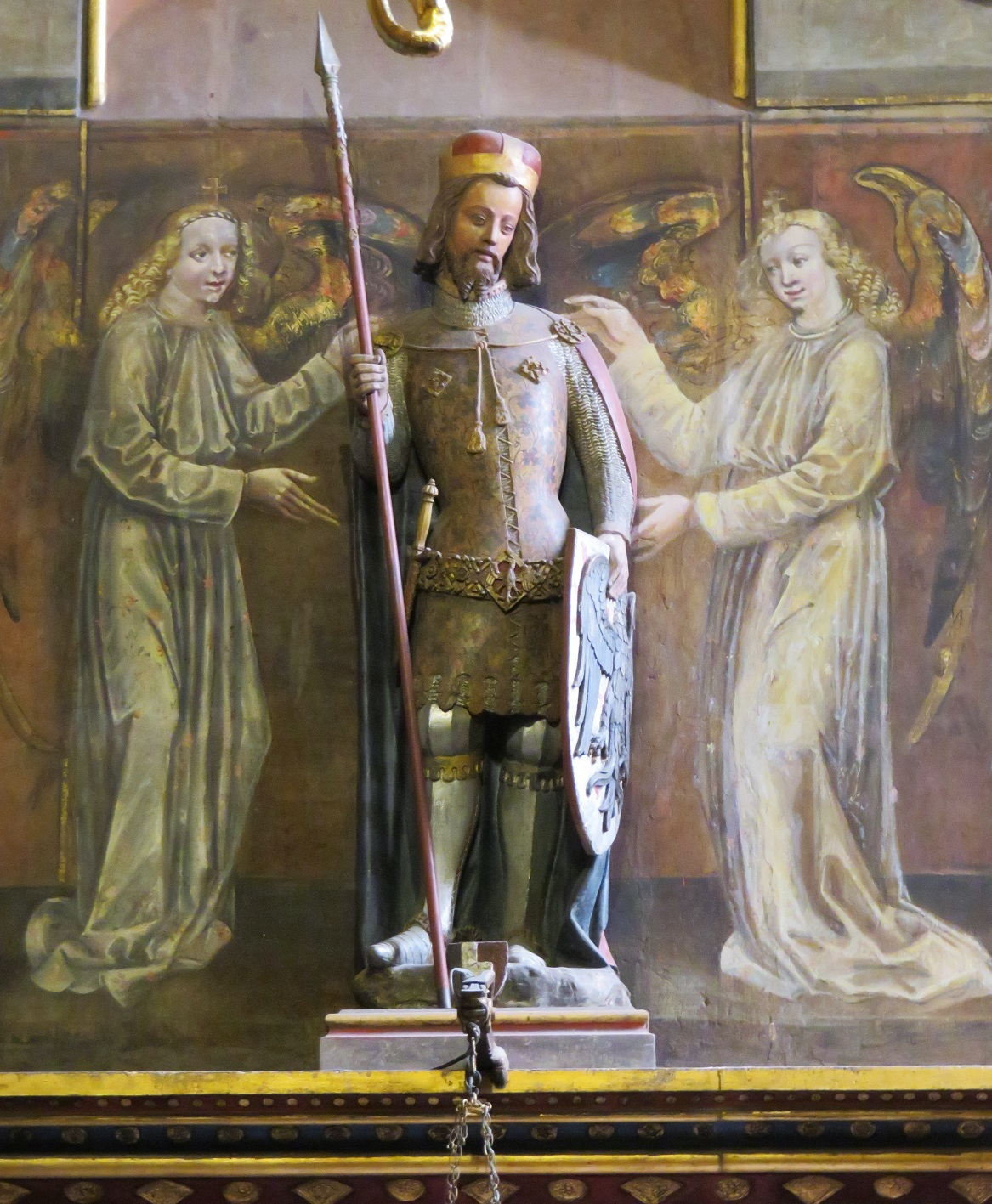
Socha sv. Václava
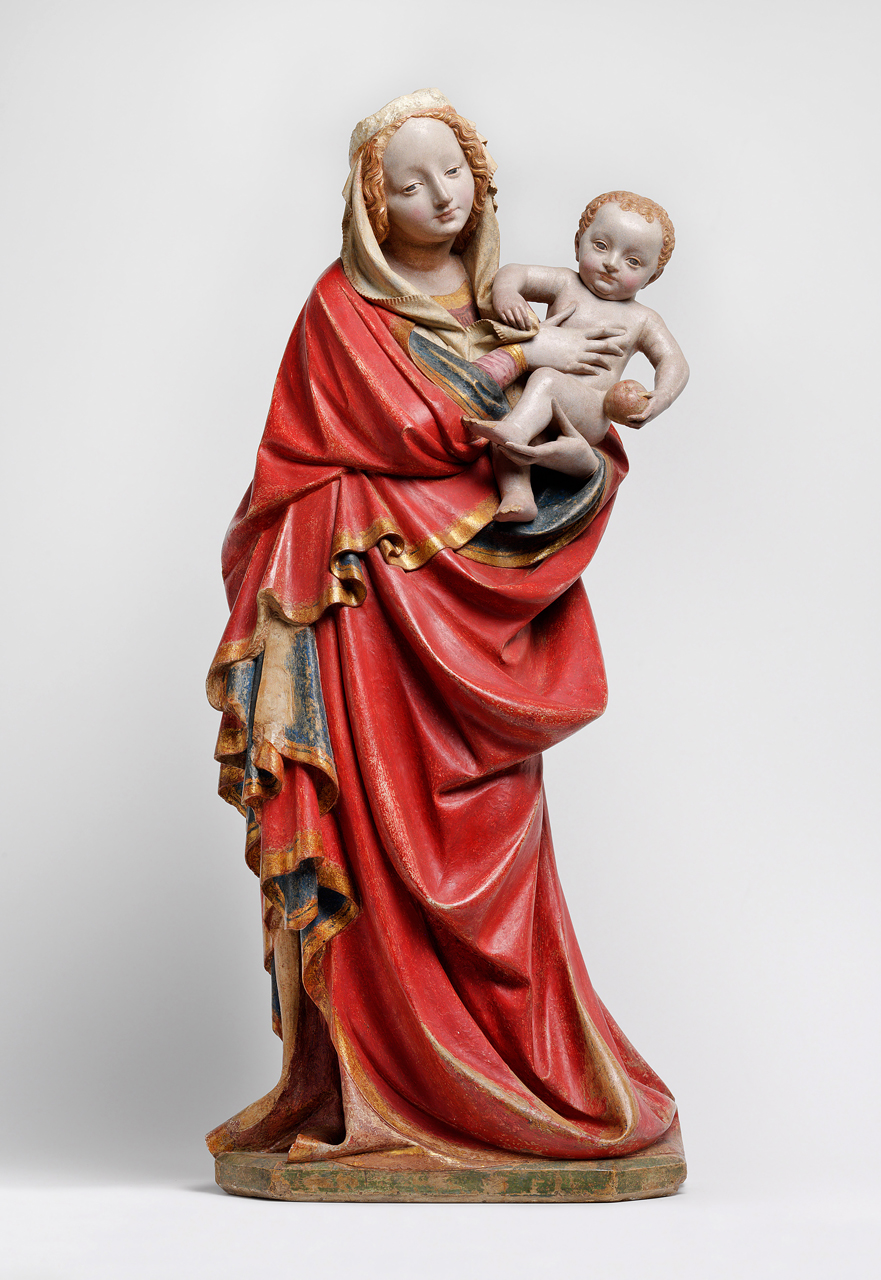
Šternberská Madona, Muzeum umění Olomouc
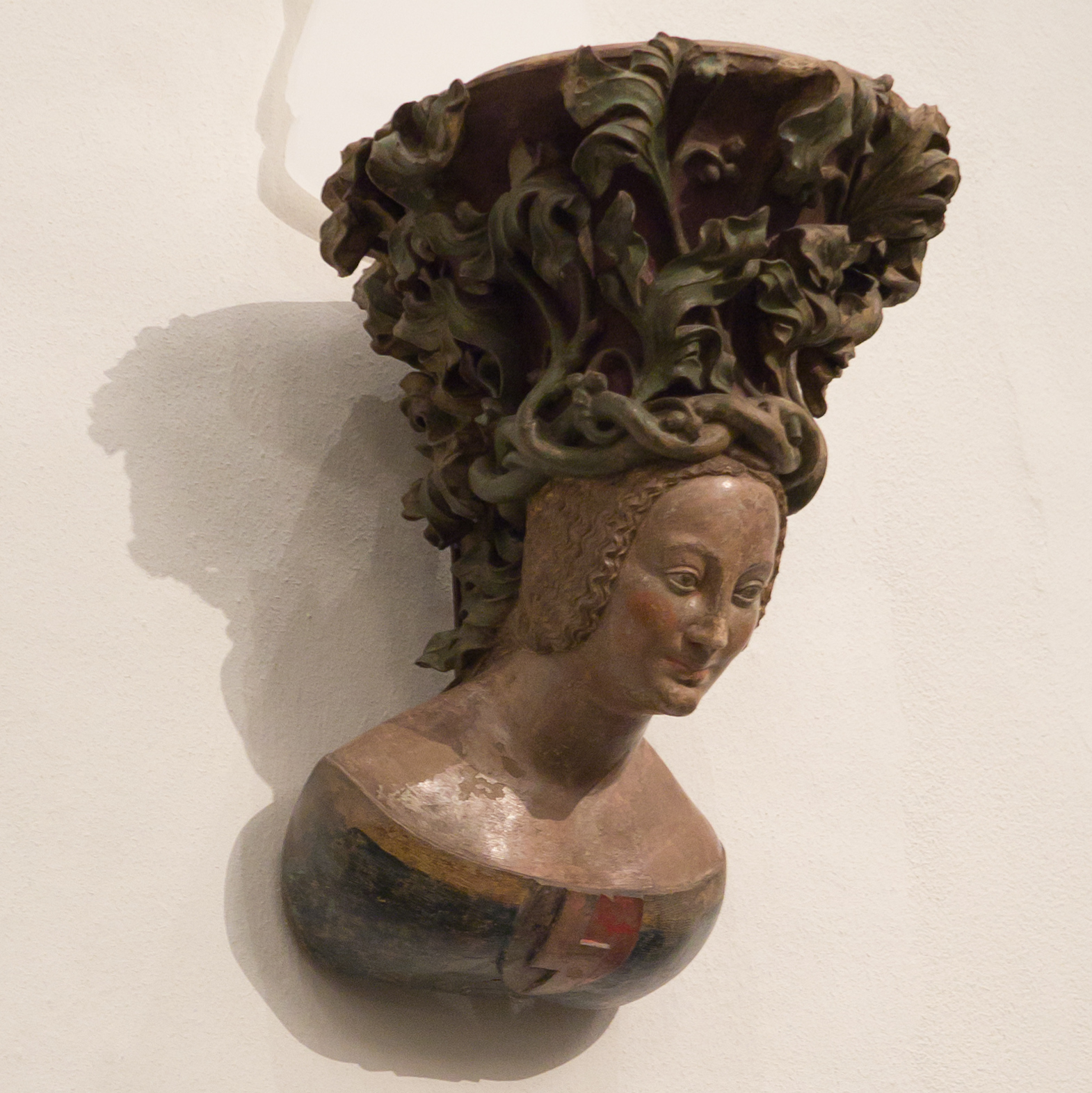
Museum Schnütgen, Busta označená znakem Parléřů